# Пучкова, Екатерина Наумовна
Екатери́на Нау́мовна Пучко́ва (1792  — 1867 ) — русская писательница и поэтесса.
Почитательница писателя Александра Шишкова, стоявшего во главе литературного общества «Беседа любителей русского слова»; возможно, участница общества.

## Издания[1]
- «Первые опыты в прозе» (Москва, 1812),
- «Любезной путешественнице А. П. Буниной перед отъездом её в Англию» («Сын отечества», 1815, ч. 24, № 33),
- «К одной приятельнице на вопрос её, как живу я в Арзамасе» (стихотворение в «Российском Музеуме», 1815, ч. I),
- «Занке» («Сын отечества», 1817, ч. 38),
- «Письмо к князю Шаликову» («Дамский журнал», 1830, ч. XXX, № 16).

## О Пучковой
- Четверостишие А. С. Пушкина в ответ на насмешки по поводу анонимного призыва о помощи инвалидам в газете «Русский инвалид», за которым он угадывал авторство Пучковой (к. 1814 — нач. 1815)[2][3]:

Пучкова, право, не смешна:
Пером содействует она
Благотворительным газет недельных видам,
Хоть в смех читателям, да в пользу инвалидам.
- Эпиграмма А. С. Пушкина (1816)[4]:

Зачем кричишь ты, что ты дева,
На каждом девственном стихе?
О, вижу я, певица Ева,
Хлопочешь ты о женихе.
- Некролог в «Голосе» (1867, № 115)[1].